# Convención africana sobre la conservación de la naturaleza y de los recursos naturales
El Convenio africano sobre la conservación de la naturaleza y los recursos naturales (conocido también como Convenio de Argel) es un acuerdo de ámbito continental adoptado el 15 de septiembre de 1968 en Argel. Sustituye al Convenio relativo a la conservación de la fauna y la flora en su estado natural de 1933 y ha sido reemplazado por el Convenio africano sobre la conservación de la naturaleza y los recursos naturales (revisado) adoptado en Maputo en 2003.